# Сирия и Европейский союз
Отношения между Европейским союзом и Сирийской Арабской Республикой регламентируют два основных соглашения, а именно — договор о партнёрстве и сотрудничестве (1977) и соглашение о стабилизации и ассоциации (2009). Сирия является членом Средиземноморского союза (ранее — Барселонского процесса), а также возможным участником европейской политики соседства.
Однако после того, как в 2011 году в Сирии вспыхнули массовые антиправительственные выступления большинство стран ЕС открыто поддержали сирийскую оппозицию и потребовали отставки президента Башара Асада. В ответ на подавление сирийскими властями выступлений оппозиции часть европейских государств прекратили дипломатические отношения с официальным Дамаском, а Евросоюз со своей стороны ввел против Сирии эмбарго.
Санкции ЕС, действующие в отношении Сирии, также включают нефтяное эмбарго, ограничения на некоторые инвестиции, замораживание активов сирийского Центрального банка, находящихся в ЕС, и экспортные ограничения на оборудование и технологии, которые могут использоваться для внутренних репрессий, а также на оборудование и технологии для мониторинга или перехвата интернета или телефонной связи.

## История

### Ухудшение отношений

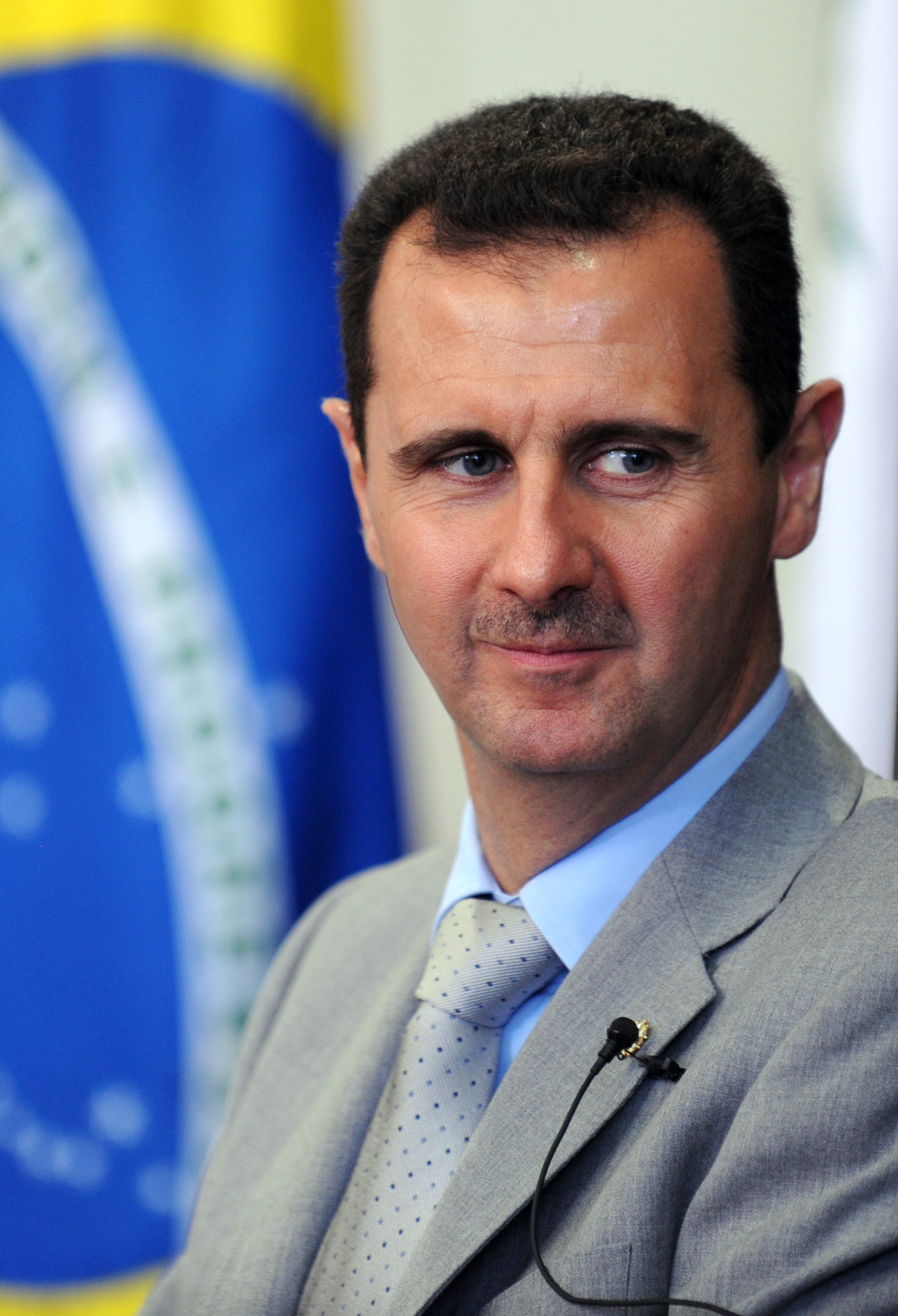
Башар Асад

Евросоюз являлся крупнейшим торговым партнером Сирии. По состоянию на 2010 год доля торговли с ЕС составила 22,5%, а общим объемом торговли — 7,18 млрд. евро. Однако сотрудничество с ЕС практически прекратилось после того, как весной 2011 года во многих городах Сирии начались массовые антиправительственные выступления. Основным требованиями протестующих были: отставка президента Башара Асада, отмена режима чрезвычайного положения (действовавшего с 1962 года) и проведение в стране демократических преобразований.
После свержения Башара Асада силами ХТШ в декабре 2024, Европейский Союз и США начали процедуры по снятию Сирийских санкций, так как они более не актуальны с приходом временного правительства Сирии.